# ビョン・ジェウン
ビョン・ジェウン（1997年3月11日- ）は、韓国の男性総合格闘家。KOREANZOMBIEMMA

## 来歴
2014年、ADCC韓国予選-66kg級で2位となる。
2015年、sgaaグラップリングチャンピオンシップ・プロ部門-66kg級で優勝する。全韓国プロ柔術チャンピオンシップ・プロ部門-66kg級で優勝し、無差別級でも2位となる。
2016年8月6日、ALL FIGHTING CHAMPIONSHIP 3にてグク・ハンムンと対戦し、1RTKO勝ちを収めた。
2016年8月27日、DEEP初参戦となるDEEP 77 IMPACT & DEEP JEWEL 13にて今成正和と対戦し、2-0の判定勝ちを収めた。
2018年2月24日、DEEP 82 IMPACTにて元谷友貴と対戦し、0-3の判定負けを喫した。
2020年3月1日、DEEP 94 IMPACTにてDEEPフライ級王者の神龍誠とのノンタイトル戦が組まれたが、新型コロナウイルス感染拡大の影響で来日出来なかったため、試合中止となった。
2021年2月21日、DEEP 100 IMPACT～20th Anniversary～にて藤田大和とDEEPフライ級暫定王者決定戦が組まれたが、新型コロナウイルス対策の入国規制の影響で来日出来なかったため、藤田と渋谷カズキの暫定王者決定戦に変更された。
2022年5月8日、DEEP 107 IMPACTにて元修斗世界フライ級王者の福田龍彌と58.5kg契約で対戦し、3-0の判定負けを喫した。
2022年8月21日、DEEP 109 IMPACTのDEEPフライ級グランプリ1回戦で渋谷カズキと対戦し、1Rにフロントチョークによる一本勝ちを収め、2回戦に進出した。
2022年12月11日、DEEP 111 IMPACTのDEEPフライ級グランプリ2回戦で伊藤裕樹と対戦し、2Rに左ストレートでTKO負けを喫し、2回戦敗退となった。

## 戦績
| 総合格闘技 戦績 | 総合格闘技 戦績 | 総合格闘技 戦績 | 総合格闘技 戦績 | 総合格闘技 戦績 | 総合格闘技 戦績 | 総合格闘技 戦績 |
| --------------- | --------------- | --------------- | --------------- | --------------- | --------------- | --------------- |
| 7 試合          | (T)KO           | 一本            | 判定            | その他          | 引き分け        | 無効試合        |
| 3 勝            | 1               | 1               | 1               | 0               | 0               | 0               |
| 4 敗            | 1               | 0               | 3               | 0               | 0               | 0               |

| 勝敗 | 対戦相手       | 試合結果                    | 大会名                                          | 開催年月日     |
| ×    | 村元友太郎     | 5分3R終了 判定0-3           | DEEP 113 IMPACT                                 | 2023年5月7日   |
| ×    | 伊藤裕樹       | 2R 3:52 TKO（左ストレート） | DEEP 111 IMPACT 【DEEPフライ級グランプリ2回戦】 | 2022年12月11日 |
| ○    | 渋谷カズキ     | 1R 4:46 フロントチョーク    | DEEP 109 IMPACT 【DEEPフライ級グランプリ1回戦】 | 2022年8月21日  |
| ×    | 福田龍彌       | 5分3R終了 判定0-3           | DEEP 107 IMPACT                                 | 2022年5月8日   |
| ×    | 元谷友貴       | 5分3R終了 判定0-3           | DEEP 82 IMPACT                                  | 2018年2月24日  |
| ○    | 今成正和       | 5分3R終了 判定2-0           | DEEP 77 IMPACT & DEEP JEWEL 13                  | 2016年8月27日  |
| ○    | グク・ハンムン | 1R 7:21 TKO（パンチ）       | ALL FIGHTING CHAMPIONSHIP 3                     | 2016年8月6日   |

### 映像資料
1. ↑  今成正和 VS ビョン・ジェウン （MASAKAZU IMANARI VS JAE EUN BYEON). DEEPのYouTubeチャンネル. 29 January 2020.
2. ↑  元谷友貴vs　ビョン・ジェウン (YUKI MOTOYA VS JAE EUN BYEON). DEEPのYouTubeチャンネル. 16 January 2020.
3. ↑  福田龍彌(Ryuya Fukuda) VS ビョンジェウン(Byeon Jaewoong) DEEP 107 IMPACT. DEEPのYouTubeチャンネル. 15 May 2022.